# Kornati Nemzeti Park

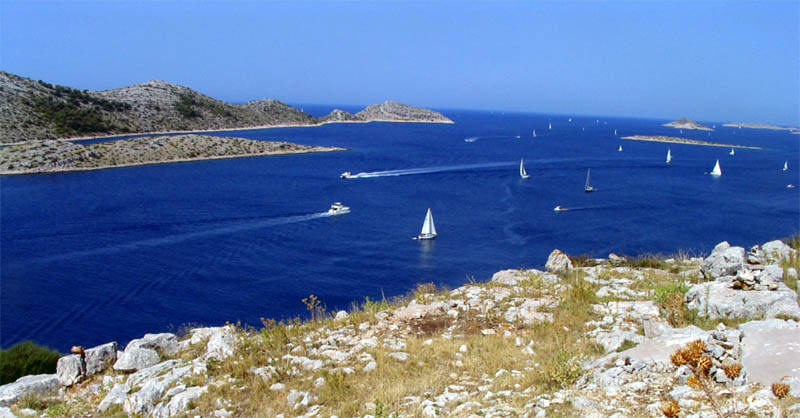
Panoráma

A Kornati Nemzeti Park Horvátország egyik legszebb és legnépszerűbb nemzeti parkja. Az 1980-as évek elején nyilvánították természetvédelmi területté. Nevét a legnagyobb szigetéről, a Kornat szigetről kapta.
Területe 220 km² amelyen közel 100 fehér kopár, sziklás sziget található. Ezek a kis szigetek és szigetecskék úgy néznek ki mint a bálnák hátai: ívesek és szürkék. Az egész nemzeti park olyan, mintha egy bálnaraj szabadult volna az Adria ezen részére.